# Robert C. Richardson
Robert Coleman Richardson (født 26. juni 1937, død 19. februar 2013) var en amerikansk eksperimentel fysiker, der forskede i helium-3 egenskaber ved ekstremt lave temperaturer. Han modtog nobelprisen i fysik sammen med David Lee og Douglas Osheroff 1996 for deres opdagelse af helium-3's superfluiditet, hvilket det gjorde i 1972 på Cornell Universitys Laboratory of Atomic and Solid State Physics.